# Français haïtien
Ne doit pas être confondu avec créole haïtien.
Le français haïtien ou français d’Haïti est la variété de la langue française parlée en Haïti. En 2016, on compte 4 454 000 francophones en Haïti, en combinant les locuteurs natifs et les locuteurs partiels. La plupart des francophones haïtiens ont le français comme langue seconde.

## Sociolinguistique
En Haïti, la langue française a le statut de langue officielle aux côtés du créole haïtien, qui est un créole à base lexicale française. Le créole haïtien est la langue maternelle de la majorité de la population et le français est la langue maternelle d'une petite minorité, principalement dans la capitale Port-au-Prince,. C'est l'enseignement qui fait que beaucoup d'Haïtiens acquièrent le français,.

## Lexique

### Repas
Contrairement au français de France standard, le français haïtien a conservé, pour la majorité des locuteurs, les noms traditionnels des repas de la journée, à savoir dans l'ordre : le déjeuner (le matin), le dîner (à midi) et le souper (le soir). Il partage ce schéma avec le français de Belgique, le français de Suisse, le français canadien et le français de République démocratique du Congo. À noter qu'il reste encore des locuteurs en France qui utilisent ce schéma. Cependant, l'usage standard en France est aujourd'hui : petit déjeuner, déjeuner, dîner.

### Autres mots
En Haïti, on parle habituellement d'une bécane plutôt que d'un vélo. Aussi, le mot « brun » n'est pas très répandu, on lui préfère « marron ». Les nombres utilisés sont ceux du système français standard (vigésimal entre 61 et 99), c'est-à-dire « soixante-dix » et non « septante », etc.

## Prononciation
- Le phonème /ʁ/ est prononcé [ɣ].
- Les voyelles nasales sont prononcées comme en français classique.
- Maintien d’une opposition entre /ɛ̃/ et /œ̃/ (« brin » et « brun » sont prononcés différemment).
- Absence d’opposition entre /a/ et /ɑ/ (« patte » et « pâte » sont prononcés de la même façon).
- Absence d’opposition entre /ɛ/ et /ɛː/ (« mettre » et « maître » sont prononcés de la même façon).
- Absence d’opposition entre /ø/ et /ə/, réalisé [ø] (« jeu » et « je » sont prononcés de la même façon).